# Bacia do Espírito Santo
A Bacia do Espírito Santo-Mucuri é uma bacia sedimentar brasileira, localizada ao longo do litoral centro-norte do estado do Espírito Santo e o litoral do extremo sul do estado da Bahia. Seu limite sul é a feição geológica conhecida como Alto de Vitória, que a separa da Bacia de Campos, e o limite norte, é a Bacia de Cumuruxatiba (entre os municípios de Caravelas e Porto Seguro).
A bacia tem uma área sedimentar total de 123.130 km² até a lâmina d'água de 3.000 m (17.900 km² em terra). Apresenta-se mais desenvolvida na porção marinha adjacente ao estado do Espírito Santo até o sul da Bahia. Na porção terrestre ocupa uma estreita faixa alongada paralelamente à linha de costa.
A bacia do Espírito Santo apresenta campos petrolíferos de grande importância, com reservas significativas de gás natural e óleo leve. Em terra, os campos têm volumes mais modestos em relação à porção marítima da bacia.
Em julho de 2008, a Petrobras anunciou a descoberta de óleo de boa qualidade (27 graus API) no campo de Golfinho, na Bacia do Espírito Santo. As primeiras estimativas indicavam potencial de 150 milhões de barris de óleo recuperável. A concessão pertence exclusivamente à Petrobras. A nova descoberta está a 60 quilômetros de Vitória, em lâmina d'água de 1.374 metros.
"A descoberta abre novas perspectivas exploratórias para a área e tem a vantagem de estar próxima da infra-estrutura já instalada no campo de Golfinho. Com isso, os volumes descobertos serão incorporados às reservas da companhia e podem rapidamente entrar em produção", segundo comunicado da estatal à Comissão de Valores Mobiliários (CVM).